# Glutlawine

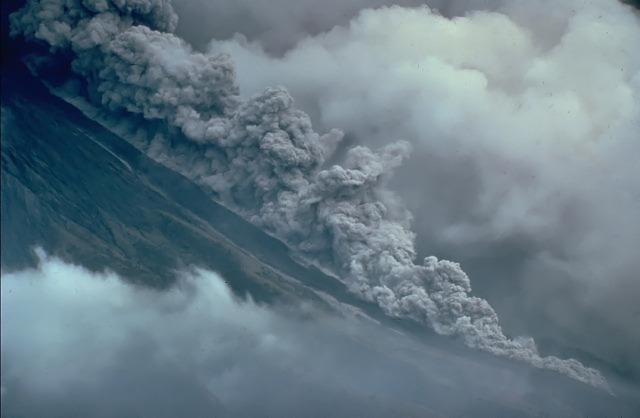
Kleinerer pyroklastischer Strom am philippinischen Vulkan Mayon am 23. September 1984.

Eine Glutlawine ist eine Variante des pyroklastischen Stromes, die mit 300–1000 km/h und Temperaturen von 350 bis 1000 °C die Vulkanhänge hinab rasen und sich kilometerweit ausbreiten kann. Sie entsteht durch eine phreatomagmatische Eruption, bei der große Mengen an Deckgestein und Magma/Lava ausgeschleudert werden, oft auf Kosten des gesamten Gipfels (St. Helens, Tambora). 
Die Eruptionssäule erhitzt die umgebende Luft und steigt mit ihr als turbulentes Gasgemisch und Konvektionsstrom kilometerweit in die Atmosphäre. Diese Säule wird auch als plinianische Säule nach Plinius d. J. benannt, der als Erster (beim Ausbruch des Vesuv im August 79) dieses Phänomen mit den über Herculaneum und Pompeji niedergehenden Glutlawinen beschrieb. Nach Abreißen der Konvektion infolge Abkühlung und damit Fehlen der notwendigen Energie zur weiteren Erhitzung der Umgebungsluft bricht die Säule in sich zusammen (Kollaps) und stürzt mit hoher Geschwindigkeit auf die Vulkanflanken. Die daraus entstehenden Glutlawinen aus überheißem Partikel-Gas-Aerosol rasen nun die Vulkanhänge kilometerweit (temperaturabhängig) in die Umgebung des Vulkans (auch über Anhöhen) hinab. Man nimmt an, dass sie auf der kühlen Bodenluft quasi wie auf einem Luftkissen äußerst reibungsarm gleiten. Zurück bleibt eine verbrannte Schneise und, je nach Partikelgehalt, eine meterhohe, lockere und fruchtbare Sedimentschicht. Jegliches Leben innerhalb des Lawinenweges hat selten eine Überlebenschance. 
Ähnlich sind die durch seitliche Vulkanflankenausbrüche entstehenden Glutwolken (Montagne Pelée, Mount St. Helens), die ebenfalls als Lawine zu Tal rasen. Trotz der u. U. abweichenden Zusammensetzung aus zermahlenem Lavagestein, Aschen und Gasen werden beide Phänomene mit dem klassischen Lavadomkollaps oft als Varianten oder Szenarien des pyroklastischen Stromes bezeichnet.